# Городок текстильщиков
Городок текстильщиков — памятник архитектуры. Расположен в Санкт-Петербурге, современный адрес домов — Лесной проспект, 59 корпуса 1, 2, 3, 4, 5, 6, 7 (литеры), улица Александра Матросова, Парголовская улица.
Комплекс из шести жилых корпусов и бытового здания был построен в 1929—1931 годах по проекту С. О. Овсянникова, Д. Т. Ковчева (и, предположительно, Н. Ф. Рыбина), проект был реализован частично. Вдоль улиц стоят пятиэтажные дома, на остром углу квартала планировалось построить универмаг-столовую; дворовые корпуса расположены строчками параллельно проспекту. Использованы однотипные звенья, выразительными средствами служат уступы объёмов и глубокие вертикальные впадины, а также сочетание неоштукатуренного кирпича и цветной штукатурки. Угловые балконы левого выступа лицевого дома слиты с плоскостью стены. В глубине участка был расположен трёхэтажный блок детского сада, бани-прачечной и котельной, вдоль фасада шли ложные ленточные окна.
Горячего водоснабжения в корпусах не предусматривалось, котельная обеспечивала только отопление. Более длинные корпуса защищают предшествующие им от пыли и шума.